# Magda von Bárány-Oberschall
Magda von Bárány-Oberschall, geborene Oberschall, (* 4. Januar 1904 in Budapest, Österreich-Ungarn; † 28. Oktober 1985 in Bryn Mawr (Pennsylvania)) war eine ungarische Kunsthistorikerin.

Magda Oberschall und Stefan Barany, 1931. (Atlantic Photo-Gesellschaft Berlin, Heinrich Sanden)

## Leben
Magda Oberschall studierte Kunstgeschichte an der Universität Budapest, wo sie 1930 promoviert wurde, und der Sorbonne in Paris. 1931 heiratete sie den ungarischen Schwimmer István Bárány, von dem sie 1943 wieder geschieden wurde. Bis 1943 arbeitete sie am Museum für Kunstgewerbe in Budapest, danach leitete sie von 1943 bis 1946 die Geschichtsabteilung des Ungarischen Nationalmuseums. 1946 lehrte sie kurzzeitig an der Universität Budapest und ging dann ins Ausland. Als Wissenschaftlerin beschäftigte sie sich vorrangig mit frühchristlicher und byzantinischer Kunst, repräsentativer Kunst aber auch ungarischem Kunsthandwerk. Sie lebte zunächst in den USA, zeitweise unterrichtete sie am Fordham College. Sie wurde dann Mitarbeiterin von Radio Free Europe in München. Nach 12 Dienstjahren zog sie im Ruhestand 1970 wieder in die USA.

## Veröffentlichungen (Auswahl)
- Konstantínos Monomachos császár koronája. The Crown of the Emperor Constantine Monomachos (= Archaeologia Hungarica Bd. 22). Magyar Történeti Múzeum, Budapest 1937.
- Magyarországi miseruhák. Budapest 1937.
- A nyírbátori stallumok. Les Stalles de Nyirbátor.  Magyar Történeti Múzeum, Budapest 1937 (Digitalisat).
- Magyar bútorok. Budapest 1939.
- Régi magyar vasművesség. Budapest 1941.
- Iparművesség Budán a törökkorban. Budapest 1944.
- Die Sankt Stephanskrone und die Insignien des Königreiches Ungarn. Herold, Wien, München 1961.
- Die Eiserne Krone der Lombardei und der lombardische Königsschatz. Herold, Wien, München 1966.